# Lijst van oorlogsmonumenten in Sluis
De Nederlandse gemeente Sluis heeft 31 oorlogsmonumenten. Hieronder een overzicht.
| Nr.  | Object                                      | Herdachte groep                               | Ontwerper                                                           | Onthulling        | Type               | Locatie                    | Plaats        | Coördinaten                   | Foto                                      |
| ---- | ------------------------------------------- | --------------------------------------------- | ------------------------------------------------------------------- | ----------------- | ------------------ | -------------------------- | ------------- | ----------------------------- | ----------------------------------------- |
| 686  | Bevrijdingsmonument                         | algemeen                                      | Ir. P.H. Hekkema                                                    |                   | reliëf             | 17 Oktoberplein 4, 4515 CP | IJzendijke    | 51° 19' 10" NB, 3° 37' 6" OL  | Bevrijdingsmonument                       |
| 731  | Canadese Bevrijdingsroute (2)               | algemeen, geallieerde militairen              |                                                                     |                   | zuil               | Zwinstraat, 4525AC         | Retranchement | 51° 20' 51" NB, 3° 22' 60" OL |                                           |
| 1092 | Plaquettes in het gemeentehuis              | geallieerde militairen                        |                                                                     | 10 mei 2000       | plaquette          | Raadhuisplein 1, 4501 BG   | Oostburg      | 51° 19' 37" NB, 3° 29' 14" OL |                                           |
| 1093 | Oorlogsmonument                             | burgerslachtoffers                            | J.J.J. Provoost (17-10-1931)                                        | 11 september 1994 | gedenksteen        | Steenoven 1, 4511 BL       | Breskens      | 51° 23' 39" NB, 3° 33' 44" OL | Oorlogsmonument                           |
| 1095 | Monument voor Geallieerde Militairen        | geallieerde militairen                        | Ko Filius                                                           | 20 oktober 1997   | overig             | Isabellaweg 11, 4515 SG    | IJzendijke    | 51° 18' 30" NB, 3° 37' 47" OL | Monument voor Geallieerde Militairen      |
| 1190 | Nationaal Monument 'De Nederlandse Maagd'   | overig                                        | Peter Roovers                                                       | 13 maart 1954     | beeld/sculptuur    | 4529 GW                    | Eede          | 51° 14' 51" NB, 3° 27' 0" OL  | Nationaal Monument 'De Nederlandse Maagd' |
| 1800 | Monument bij het Oorlogsmuseum 'Switchback' | koopvaardijpersoneel                          |                                                                     |                   | overig             | Oudestad 16, 4501 JB       | Oostburg      | 51° 19' 42" NB, 3° 29' 18" OL |                                           |
| 2547 | Wereldvredesvlam                            | algemeen                                      | Heleen van der Sanden-de Groot (monument), Jaap Boekhout (omgeving) | 9 mei 2004        | zuil               | 2517 KH                    | Cadzand       | 51° 22' 3" NB, 3° 24' 33" OL  | Wereldvredesvlam                          |
| 2549 | Canadese Bevrijdingsroute (1)               | algemeen, geallieerde militairen              |                                                                     |                   | zuil               | Hoofdstraat                | Hoofdplaat    | 51° 22' 22" NB, 3° 39' 52" OL |                                           |
| 2550 | Canadese Bevrijdingsroute (2)               | algemeen, geallieerde militairen              |                                                                     |                   | zuil               |                            | Hoofdplaat    | 51° 22' 11" NB, 3° 39' 43" OL |                                           |
| 2551 | Canadese Bevrijdingsroute                   | algemeen, geallieerde militairen              |                                                                     |                   | zuil               |                            | Roodenhoek    | 51° 21' 33" NB, 3° 37' 29" OL |                                           |
| 2555 | Canadese Bevrijdingsroute (1)               | algemeen, geallieerde militairen              |                                                                     |                   | zuil               | Steenhovensedijk, 4501 PV  | Oostburg      | 51° 19' 33" NB, 3° 32' 5" OL  |                                           |
| 2556 | Canadese Bevrijdingsroute (2)               | algemeen, geallieerde militairen              |                                                                     |                   | zuil               |                            | Oostburg      | 51° 19' 37" NB, 3° 29' 13" OL |                                           |
| 2557 | Canadese Bevrijdingsroute                   | algemeen, geallieerde militairen              |                                                                     |                   | zuil               | Oostbrugsestraat, 4505     | Zuidzande     | 51° 20' 27" NB, 3° 27' 4" OL  |                                           |
| 2558 | Canadese Bevrijdingsroute                   | algemeen, geallieerde militairen              |                                                                     |                   | zuil               | Sluizendijk                | Slikkenburg   | 51° 20' 16" NB, 3° 25' 55" OL |                                           |
| 2559 | Canadese Bevrijdingsroute                   | algemeen, geallieerde militairen              |                                                                     |                   | zuil               |                            | Terhofstede   | 51° 20' 22" NB, 3° 23' 25" OL |                                           |
| 2560 | Canadese Bevrijdingsroute (1)               | algemeen, geallieerde militairen              |                                                                     |                   | zuil               | Platteweg, 4525 LJ         | Retranchement | 51° 20' 33" NB, 3° 24' 17" OL |                                           |
| 2613 | Oorlogsmonument                             | burgerslachtoffers                            |                                                                     |                   | gedenksteen        | Molenstraat, 4525 AE       | Retranchement | 51° 21' 2" NB, 3° 23' 24" OL  |                                           |
| 2681 | Geallieerde eregraven                       | geallieerde militairen                        |                                                                     |                   | begraafplaats/graf | Erasmusweg, 4506 AA        | Cadzand       | 51° 22' 13" NB, 3° 24' 36" OL |                                           |
| 2682 | Geallieerd oorlogsgraf                      | geallieerde militairen                        |                                                                     |                   | begraafplaats/graf | 4507 AA                    | Schoondijke   | 51° 21' 10" NB, 3° 33' 24" OL | Meer afbeeldingen                         |
| 2685 | Oorlogsmonument                             | burgerslachtoffers                            | Ernst Joachim                                                       | 5 november 2004   | beeld/sculptuur    |                            | Zuidzande     | 51° 20' 27" NB, 3° 27' 4" OL  |                                           |
| 2686 | Oorlogsmonument                             | burgerslachtoffers                            |                                                                     |                   | gedenksteen        | 4507 AA                    | Schoondijke   | 51° 21' 10" NB, 3° 33' 24" OL | Oorlogsmonument                           |
| 2687 | Hickmanmonument                             | geallieerde militairen                        |                                                                     |                   | overig             | Zwinstraat, 4525 AC        | Retranchement | 51° 20' 51" NB, 3° 22' 60" OL |                                           |
| 2688 | Herdenkingsmonument                         | burgerslachtoffers                            |                                                                     |                   | begraafplaats/graf | Ringlaan, 4511 HD          | Breskens      | 51° 23' 42" NB, 3° 32' 57" OL |                                           |
| 2689 | Monument voor Burgerslachtoffers            | algemeen,Allen                                |                                                                     |                   | gedenksteen        |                            | IJzendijke    | 51° 19' 14" NB, 3° 36' 58" OL |                                           |
| 2701 | Plaquette in de N.H. kerk                   | burgerslachtoffers                            |                                                                     |                   | plaquette          | Dorpsstraat, 4513 AL       | Hoofdplaat    | 51° 22' 16" NB, 3° 39' 46" OL |                                           |
| 2730 | Monument voor Burgerslachtoffers            | burgerslachtoffers                            |                                                                     |                   | beeld/sculptuur    | Oudestad                   | Oostburg      | 51° 19' 43" NB, 3° 29' 11" OL |                                           |
| 2731 | Monument op de Algemene begraafplaats       | algemeen                                      | Liesbeth Messer-Heijbroek                                           |                   | gedenksteen        | Oudestad                   | Oostburg      | 51° 19' 43" NB, 3° 29' 11" OL |                                           |
| 3278 | Oorlogsmonument                             | burgerslachtoffers                            |                                                                     |                   | plaquette          |                            | Hoofdplaat    | 51° 22' 11" NB, 3° 39' 43" OL |                                           |
| 3576 | Canadese Bevrijdingsroute (3)               | algemeen, geallieerde militairen              |                                                                     |                   | zuil               | Retranchementweg, 4525     | Retranchment  | 51° 20' 21" NB, 3° 22' 15" OL |                                           |
| 3632 | Herdenkingsmonument                         | burgerslachtoffers, algemeen                  | Ton Koops                                                           | 4 mei 2011        | beeld/sculptuur    | Raadhuisplein 1, 4501 BG   | Oostburg      | 51° 19' 37" NB, 3° 29' 14" OL | Herdenkingsmonument                       |
|      | Oorlogsmonument Sluis (Sluis)               | burgerslachtoffers, algemeen                  |                                                                     |                   | plaquette          | Groote Markt 1, 4524 CD    | Sluis         |                               | Meer afbeeldingen                         |
|      | Mobilisatiemonument                         | 40ste Regiment Infanterie, burgerslachtoffers |                                                                     | plaquette         | plaquette          | Markt 1, 4503 AG           | Groede        |                               | Mobilisatiemonument                       |

Borsele ·
Goes ·
Hulst ·
Kapelle ·
Middelburg ·
Noord-Beveland ·
Reimerswaal ·
Schouwen-Duiveland ·
Sluis ·
Terneuzen ·
Tholen ·
Veere ·
Vlissingen